# Boêmios da Estiva
Boêmios da Estiva é uma escola de samba de Taubaté.
Fundada em 1962, estão entre seus fundadores os sambistas apelidados de Pedrão, Tininho, Celeste, Mario Sapo, Mirinho Torto e Traíra. Localizada na Rua José Francisco Alarcão, no bairro da Estiva em Taubaté. A escola é detentora de 10 títulos, foi campeã do Carnaval nos anos de 1974, 1996, 1998, 2004, 2005, 2007, 2008, 2012,2014, 2016 e 2017.
A escola é a atual campeã do carnaval taubateano.Nesse último ano, desfilou com 600 componentes.

## Segmentos

### Presidentes
| Nome                         | Mandato        | Ref.  |
| ---------------------------- | -------------- | ----- |
| Sebastião Francisco da Silva | ? - atualidade | [ 3 ] |

### Diretores
| Ano  | Diretor de Carnaval | Diretor geral de harmonia | Mestre de bateria                   | Ref.  |
| ---- | ------------------- | ------------------------- | ----------------------------------- | ----- |
| 2016 |                     |                           | Ronaldo, Marcelo e Marcinho Olímpio | [ 3 ] |

### Casal de Mestre-sala e Porta-bandeira
| Ano  | Nome                | Ref.  |
| ---- | ------------------- | ----- |
| 2016 | Maurílio e Priscila | [ 3 ] |
| 2017 |                     |       |

## Carnavais
| Ano  | Colocação | Grupo    | Enredo | Carnavalesco                                | Intérprete       | Ref.               |
| ---- | --------- | -------- | --- | ------------------------------------------- | ---------------- | ------------------ |
| 2010 | 3º lugar  | Especial | A lenda do Rio Paraíba                                                                                        | Comissão de Carnaval                        |                  |                    |
| 2011 | 3º lugar  | Especial | De janeiro a janeiro na Boêmios da Estiva é Festa o Ano Inteiro                                               | Comissão de Carnaval                        |                  | [ 2 ] [ 4 ]        |
| 2012 | Campeã    | Especial | Estiva Vale Ouro - 50 anos Compositores:Mario Pernambuco, Iraí, Mestre Ricardo, Wander do Cavaco e Wanderson. | Comissão de Carnaval Projeto - Luiz Marques |                  | [ 1 ] [ 2 ] [ 5 ]  |
| 2013 | Campeã    | Especial | O Espelho da folia, refletindo na avenida                                                                     | Comissão de Carnaval                        |                  | [ 6 ] [ 7 ]        |
| 2014 | Campeã    | Especial | Centenário do Esporte Clube Taubaté                                                                           | Comissão de Carnaval Projeto - Luiz Marques |                  | [ 8 ]              |
| 2015 | 3º lugar  | Especial | E o palhaço o que é?!!                                                                                        | Comissão de Carnaval Projeto - Luiz Marques |                  |                    |
| 2016 | Campeã    | Especial | O samba que samba lá, samba cá                                                                                | Comissão de Carnaval Projeto - Luiz Marques | Mário Pernambuco | [ 9 ] [ 10 ] [ 3 ] |
| 2017 | Campeã    | Especial | Que a paz esteja convosco.                                                                                    | Projeto - Luiz Marques                      |                  | [ 11 ]             |